# Backnang
Backnang is een Große Kreisstadt in de Duitse deelstaat Baden-Württemberg, gelegen in het Rems-Murr-Kreis. De stad telt 37.558 inwoners.
Backnang maakt samen met enige buurgemeenten, te weten Allmersbach im Tal, Aspach, Althütte, Auenwald, Burgstetten, Kirchberg an der Murr, Oppenweiler en Weissach im Tal, als erfüllende Gemeinde deel uit van een Vereinbarte Verwaltungsgemeinschaft met zetel te Backnang. De erfüllende Gemeinde neemt in zo'n samenwerkingsverband een aantal taken, bevoegdheden en verplichtingen over van de andere gemeenten daarbinnen. 

## Stadsindeling
- Backnang-stad, bestaande uit de stad Backnang, het direct ten oosten daarvan gelegen dorp Steinbach[2], de gehuchten Germannsweiler, Mittelschöntal, Oberschöntal, Sachsenweiler, Seehof, Stiftsgrundhof, Ungeheuerhof[3], Unterschöntal, en 3 Wohnplätze[4] of boerderijen met eigen plaatsnaam.
- Strümpfelbach[5], ten noord-noordoosten van de stad, bestaande uit het gelijknamige dorp en de Wohnplatz Katharinenhof, gelegen rondom een gelijknamig kasteel.
- Heiningen, alleen bestaande uit het gelijknamige dorp.
- Maubach, bestaande uit het gelijknamige dorp en de Wohnplatz Schulhaus (Alte Schule).
- Waldrems,  bestaande uit het gelijknamige dorp, het gehucht Horbach  en de Wohnplatz Ebni.

Heiningen, Maubach en Waldrems liggen dicht bij elkaar, circa 3 km ten zuiden van de stad.

## Geografie
Naburige steden zijn onder andere Fellbach, Murrhardt en Welzheim. Grotere steden in de omgeving van Backnang zijn met name Stuttgart, circa 30 km in zuidwestelijke richting, en Schwäbisch Hall, 30 km in noordoostelijke richting. Ludwigsburg ligt ruim 20 km ten westen van Backnang.  
Backnang ligt aan de Murr, een ruim 50 km lange, niet bevaarbare, rechter zijrivier van de Neckar.

## Verkeer

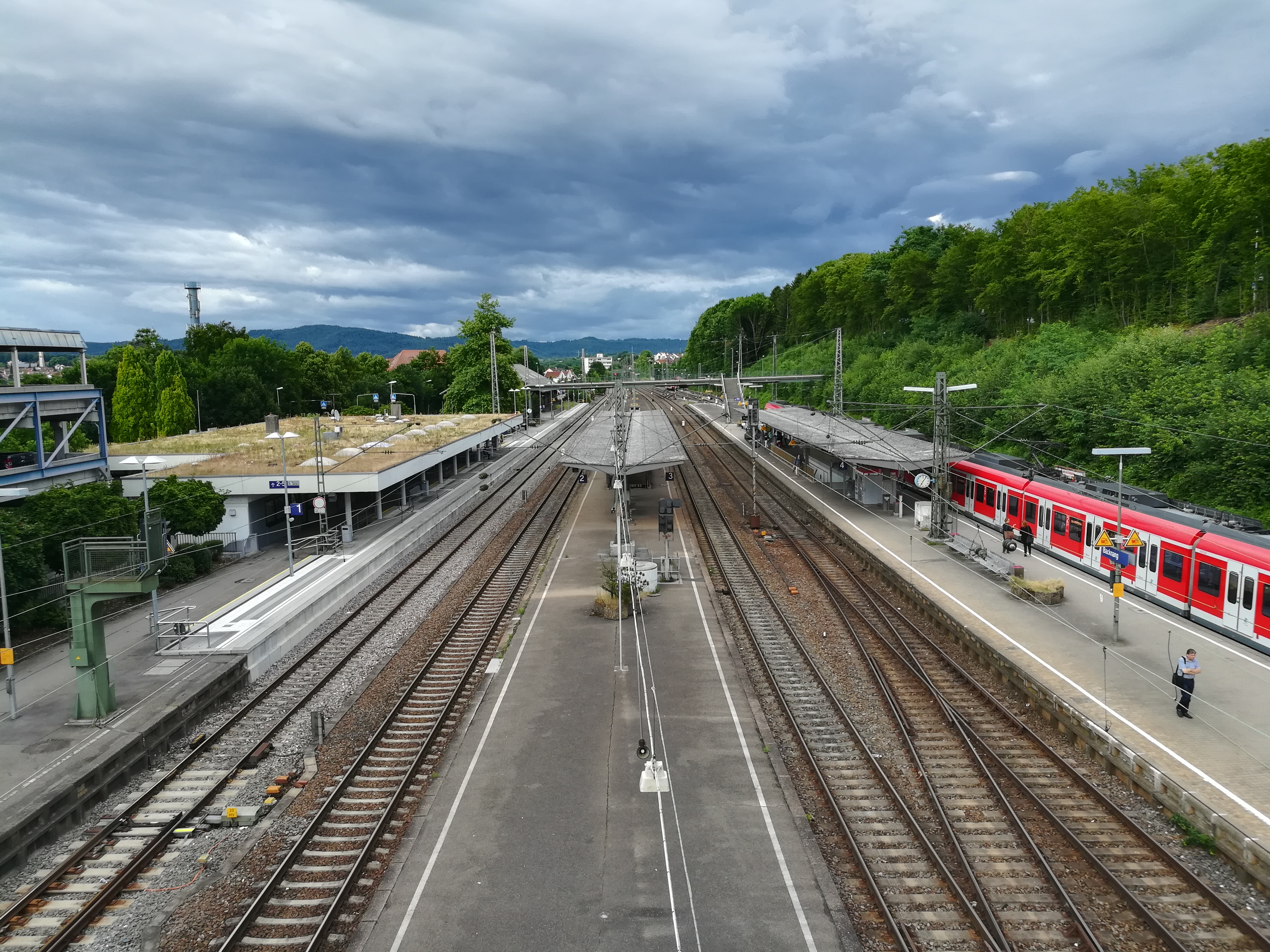
Station
Netkaart S-Bahn van Stuttgart
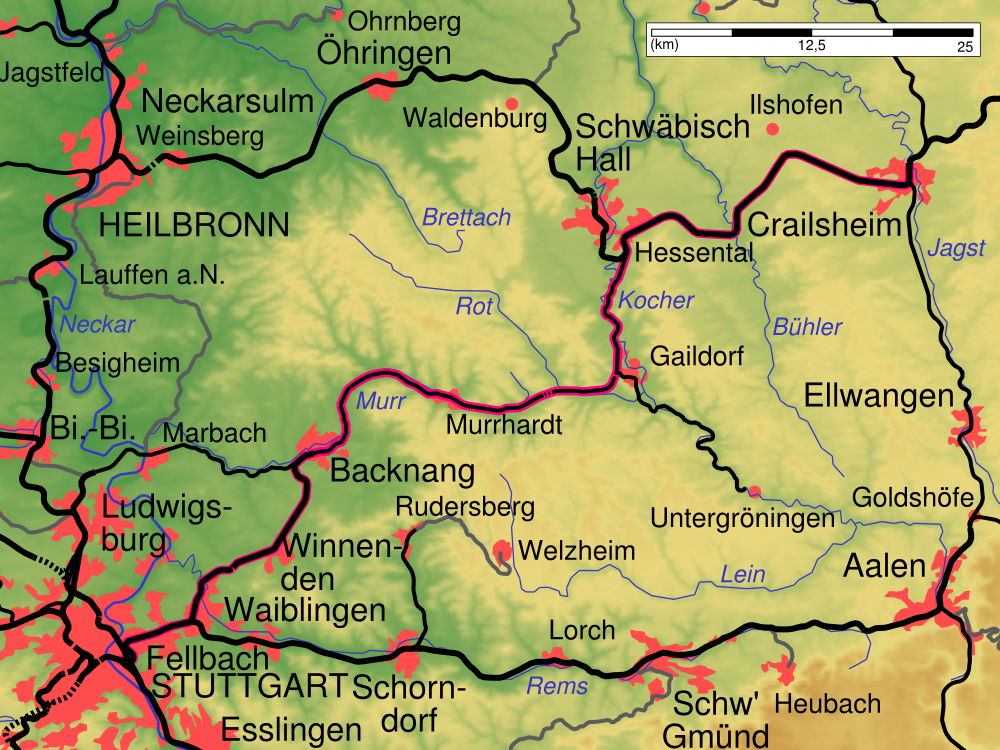
Verloop Murrbahn
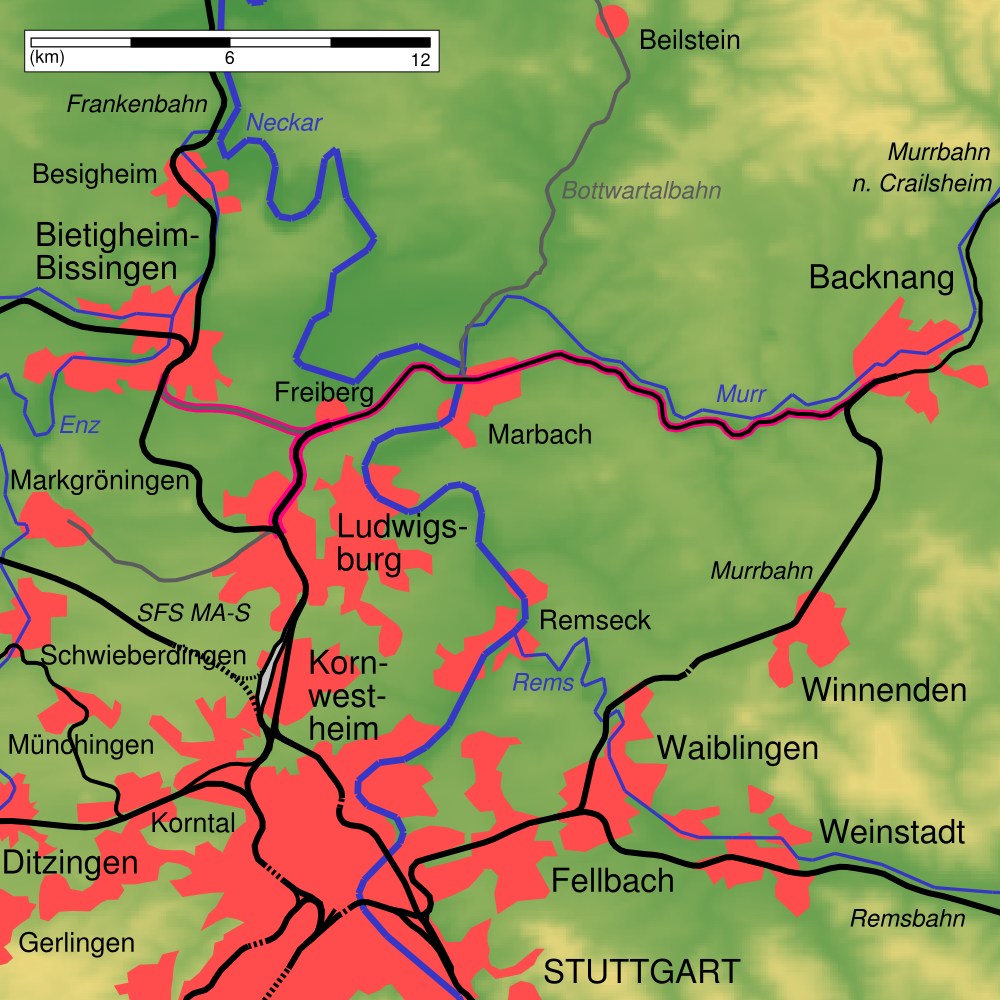
Verloop spoorlijn Backnang-Ludwigsburg
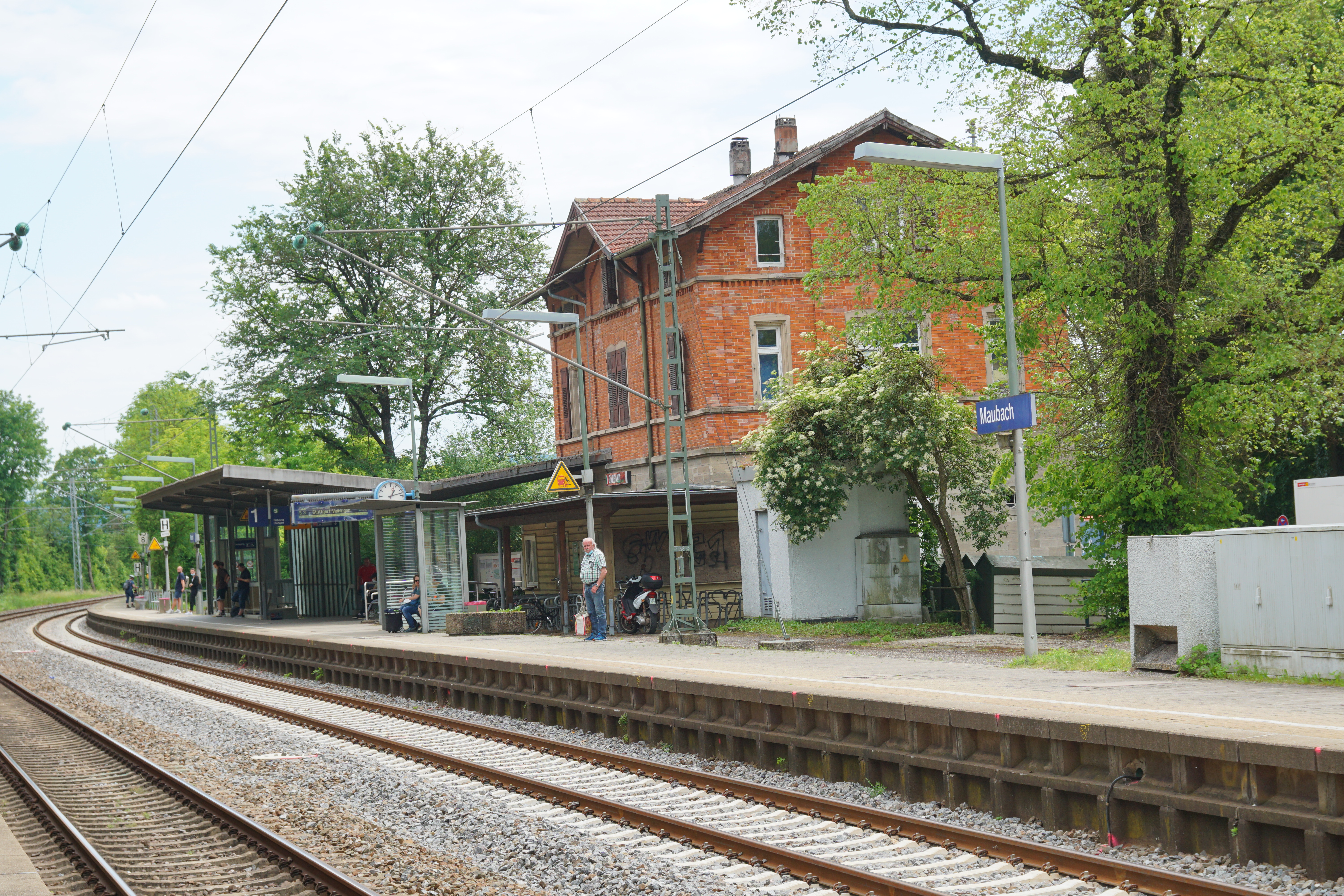
Stationnetje te Maubach
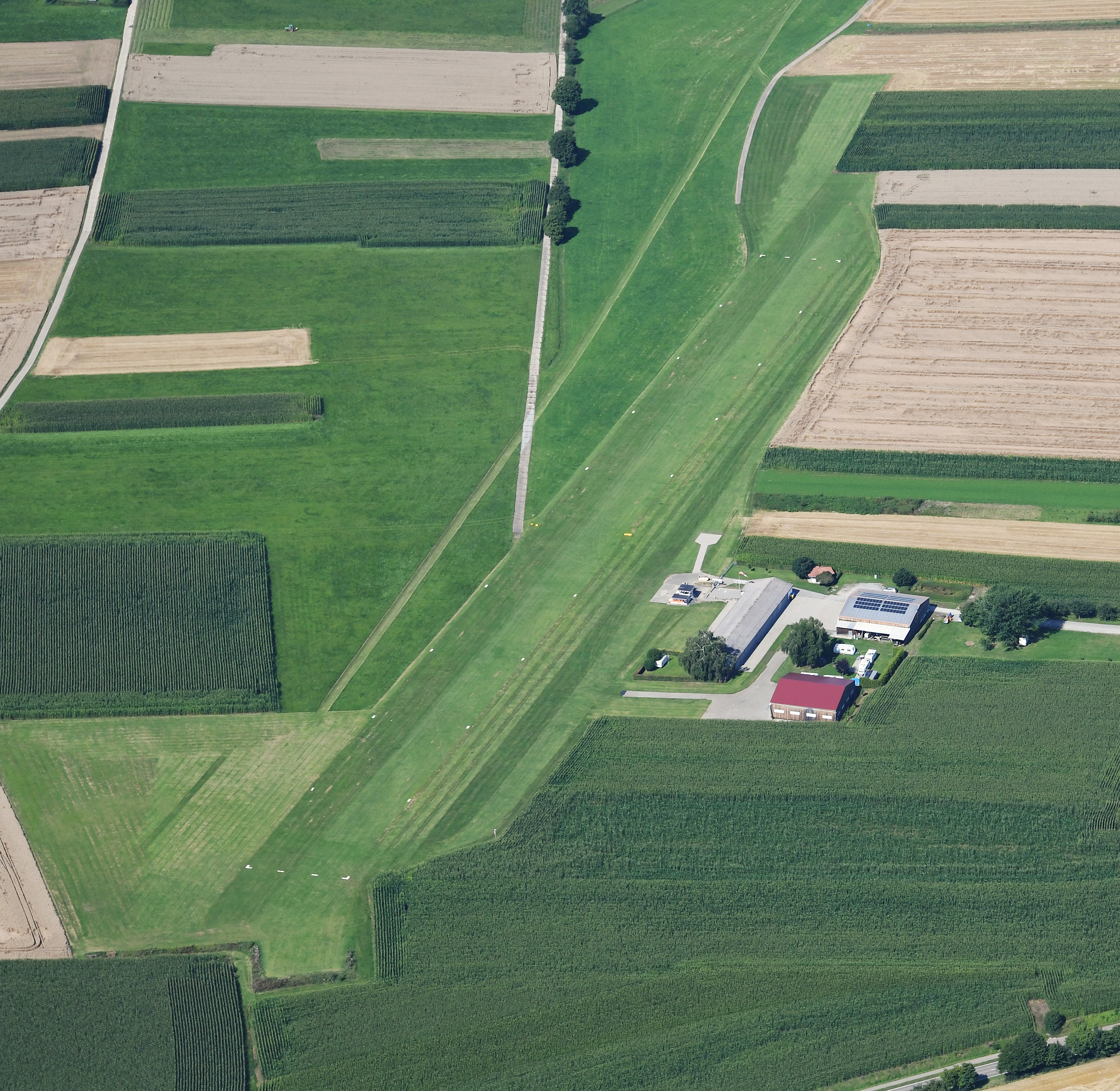
Vliegveld

De belangrijkste verkeerswegen in Backnang zijn de Bundesstraße 14 en de Bundesstraße 328. De B14 is een noordoost-zuidwest-verbinding (Stuttgart-Schwäbisch Hall) en de in 2023 aangelegde B328 leidt van Backnang ruim 15 km westwaarts naar afrit 13 van de Autobahn A 81.
Backnang heeft sinds 1876 een station aan twee, door de S-Bahn van Stuttgart bediende, spoorlijnen:
- de Murrbahn (Waiblingen–Schwäbisch Hall-Hessental[6]-Crailsheim); aan deze lijn ligt op 3½ km  ten zuiden van Station Backnang nog een spoorweghalte in Maubach, een stadsdeel van Backnang.
- de spoorlijn Backnang-Ludwigsburg

Zie in beide gevallen de zwart-paarse lijn op bovenstaande kaartjes.
In Heiningen, ten zuidoosten van de stad, ligt een klein vliegveld (Flugplatz Backnang-Heiningen), hoofdzakelijk bedoeld voor de zweefvliegsport. Het veld heeft een graspiste van 500 meter lengte en 30 meter breedte. Het heeft ICAO-code EDSH. De geografische coördinaten luiden:	♁48° 55′ 11″ noorderbreedte en 9° 27′ 19″ oosterlengte. Men kan er vlieglessen nemen. Het veld ligt op 296 meter (971 ft) boven zeeniveau. In september 2012 stortte er een klein vliegtuig neer direct na het opstijgen. De drie inzittenden van de Robin DR400 kwamen daarbij om het leven.

## Economie
Backnang is ten dele een industriestadje, hoewel het belang daarvan tussen 1970 en 2015 door bedrijfssluitingen is teruggelopen. Middelgrote en kleine fabrieken produceren er o.a. geluidsinstallaties voor in concertlocaties en stadions, auto-onderdelen, kunstgras, en pruiken.
De gemeente ligt gunstig ten opzichte van de grote stad Stuttgart, en veel inwoners van Backnang zijn dan ook woonforensen met een baan in die stad.
Tussen de zuidkant van het centrum en Maubach is een uitgestrekt bedrijfsterrein aan de B14 ontwikkeld. Er is voornamelijk midden- en kleinbedrijf van lokaal belang gevestigd, zoals doe-het-zelf- en meubelwinkels, autogarages, grote supermarkten e.d.
De dienstensector is ook van belang voor de plaatselijke werkgelegenheid, vanwege regionale ambtelijke instellingen, waaronder een Amtsgericht. Vanwege het natuurschoon in de omgeving is er ook sprake van enig toerisme.

## Geschiedenis

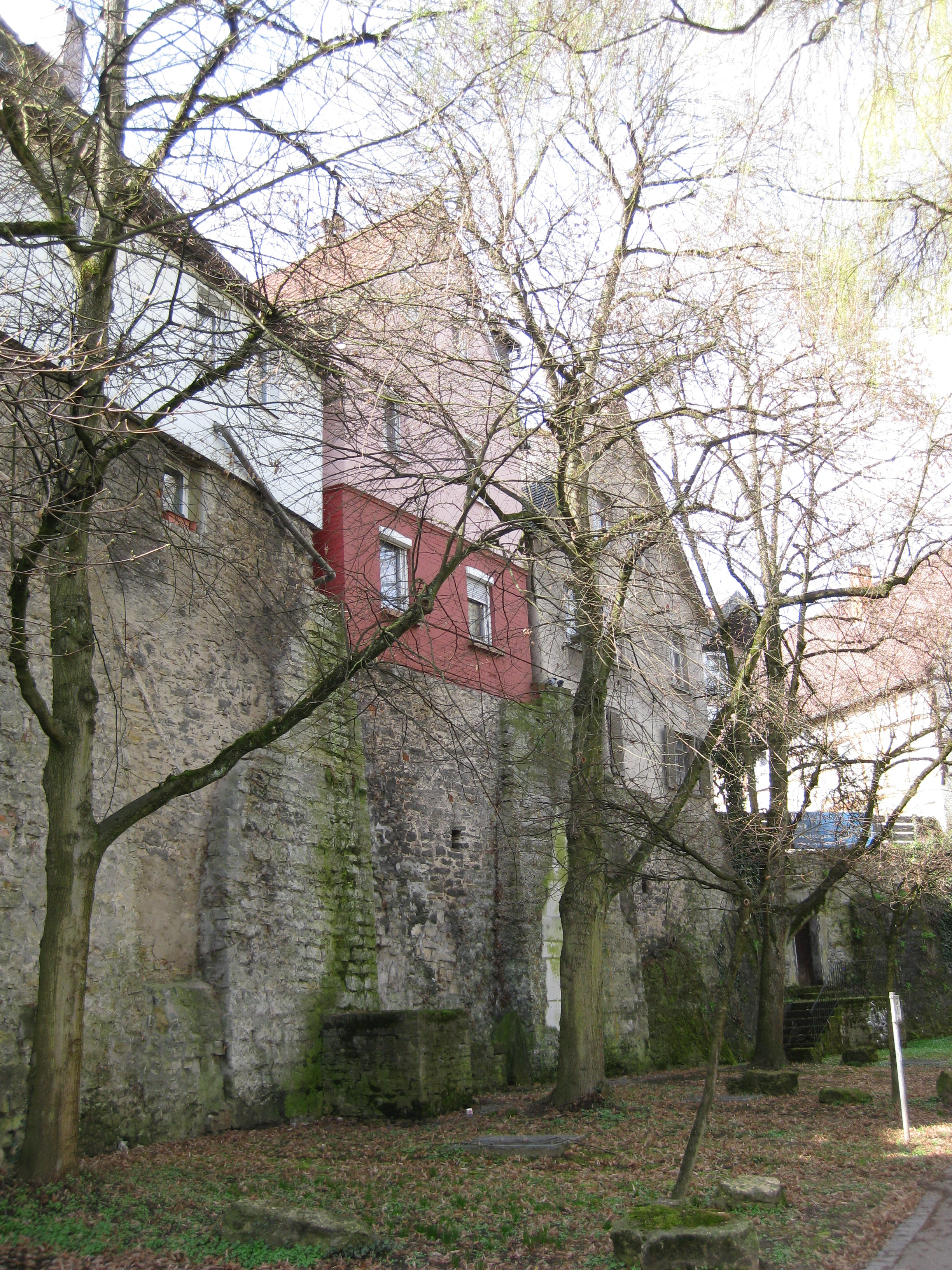
Restanten van de middeleeuwse stadsmuur
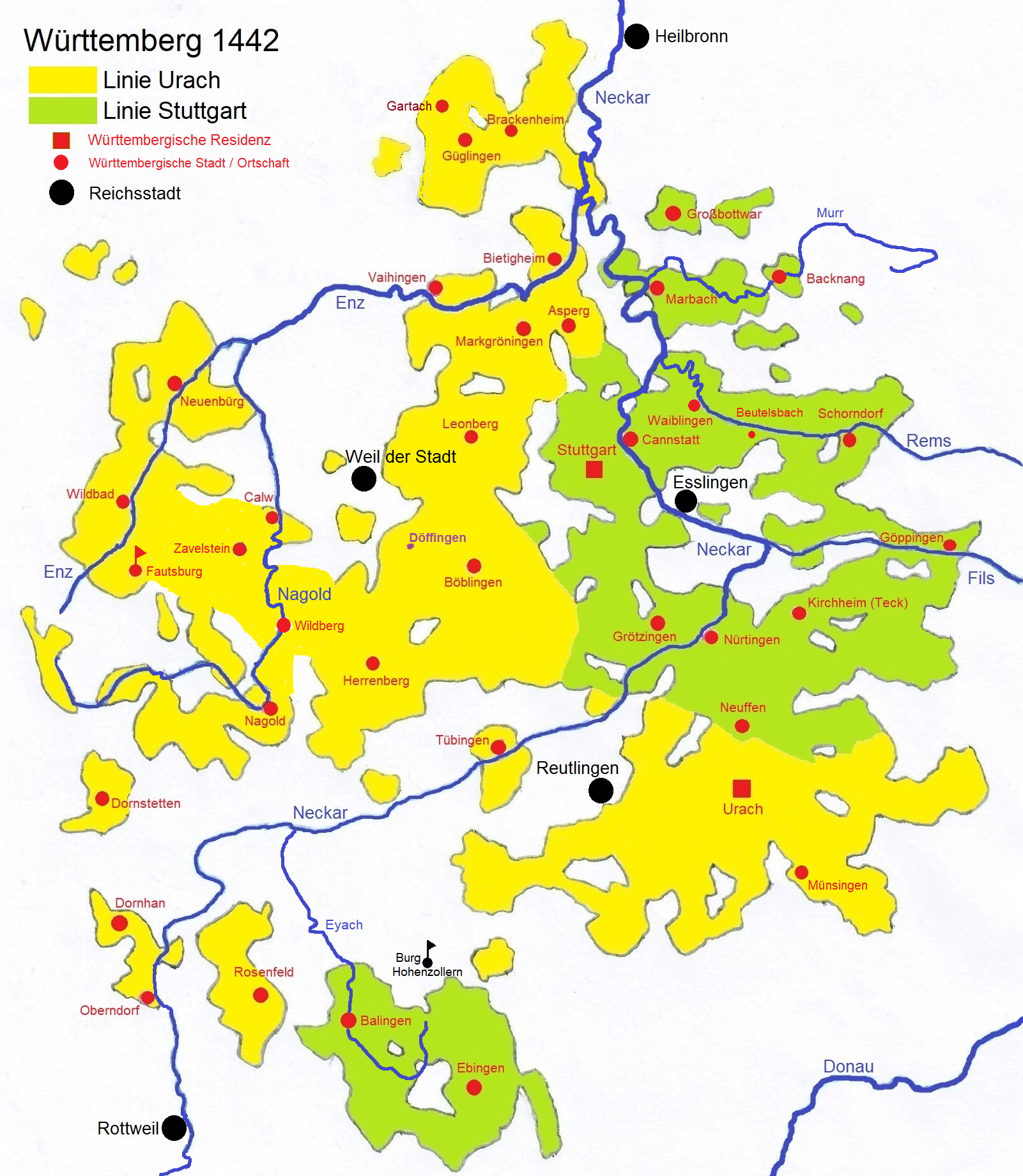
Graafschap Württemberg, 1442. Backnang ligt rechts bovenaan op de kaart.
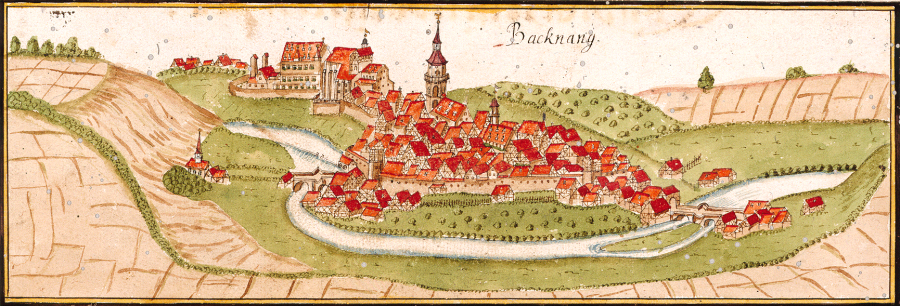
Backnang op een kaart uit 1686
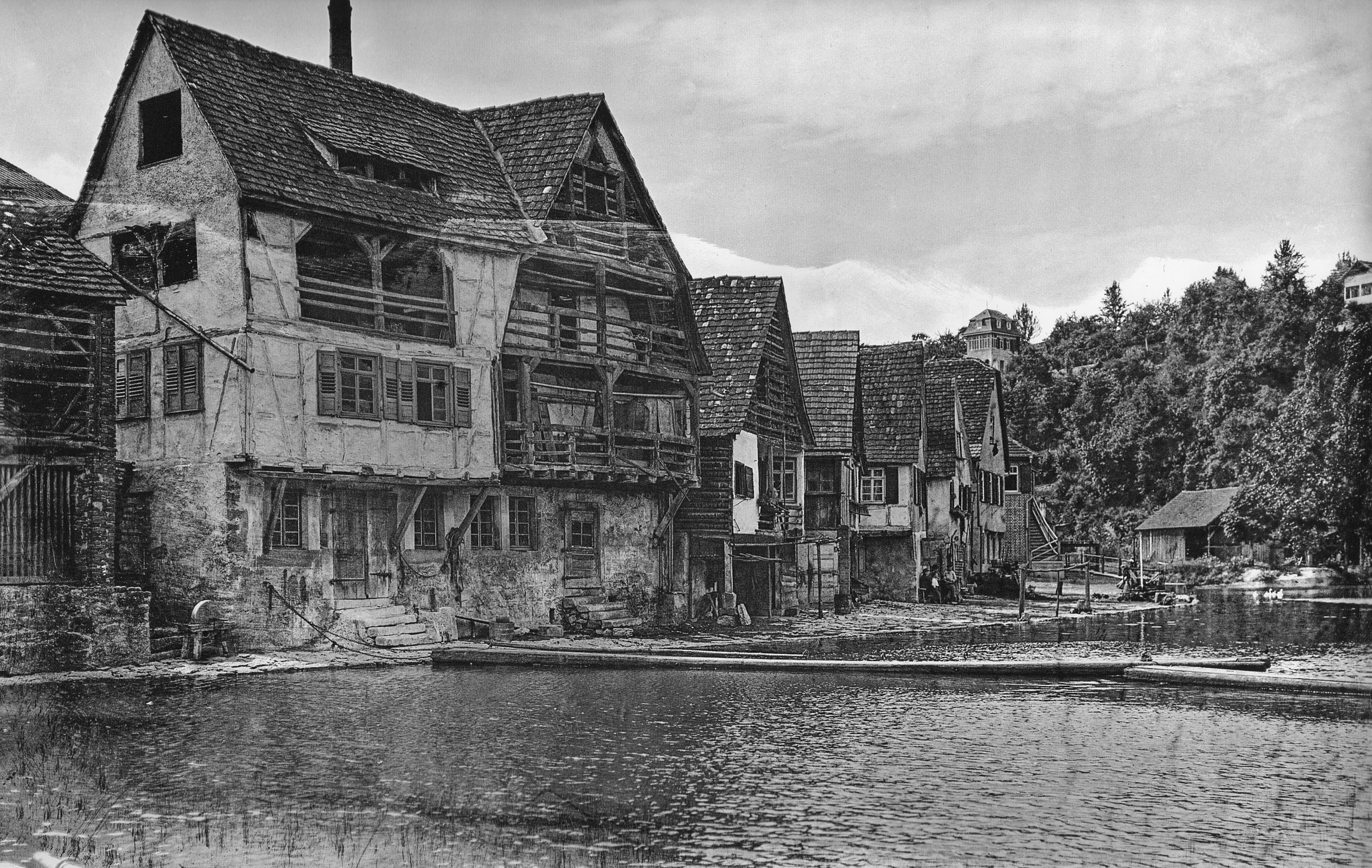
Leerlooierijen te Backnang, foto uit 1910

Het gebied rondom het huidige Backnang is al sinds de tijd vóór de jaartelling bewoond. Achtereenvolgens leefden er Kelten, Romeinen, van de 3e-5e eeuw Alemannen en vanaf de 6e eeuw Franken. Veel archeologische vondsten uit de Romeinse tijd gingen in de Tweede Wereldoorlog verloren. In 890 werd er een romaans kerkje gebouwd, nabij een brug over de Murr, die bewaakt werd vanuit een kasteel. Het huidige dorp Heiningen, gemeente Backnang, ontstond eerder dan Backnang zelf, waarschijnlijk reeds in deze tijd.
Backnang wordt als Baccananc in een document anno 1067 voor het eerst vermeld. In 1116 werd op de heuvel Burgberg, waar het eerste kasteel had gestaan, een sticht voor augustijner monniken gesticht. In die tijd was Backnang een heerlijkheid onder het adellijke geslacht der Hessonen. Sedert Herman II van Baden, eind 11e eeuw, maakte Backnang deel uit van het Markgraafschap Baden (1112-1535). In de eerste helft van de 13e eeuw, waarschijnlijk reeds vóór 1220, verwierf Backnang stadsrechten, en werd ommuurd.
Vanaf circa 1297 behoorde Backnang, als gevolg van een erfverdeling, tot het Graafschap Württemberg, dat van 1495 tot 1803 een hertogdom, en van 1806 tot 1918 een koninkrijk was, zij het vanaf 1871 onder het Duitse Keizerrijk.
Van de Duitse Boerenoorlog (1525), de Dertigjarige Oorlog (1618-1648) en de Negenjarige Oorlog (1688-1697) had Backnang veel te lijden. In 1635 en 1693 werd de stad vrijwel geheel verwoest. In de 16e eeuw ging de stad door de Reformatie tot het protestants christendom over. Pogingen later in de 16e en in de 17e eeuw, om de stad te rekatholiseren, mislukten, o.a. door het voor protestantse heersers gunstige verloop van oorlogen. Tot op de huidige dag zijn de meeste christenen in de gemeente Backnang evangelisch-luthers. Tenzij anders vermeld, geldt dat ook voor de in dit artikel genoemde kerkgebouwen. Het sticht was tijdens de Dertigjarige Oorlog tijdelijk in handen van rooms-katholieke jezuïeten, maar werd uiteindelijk definitief protestants, en werd in 1803 ontbonden.
Na een hongersnood in 1816, het jaar zonder zomer, en andere jaren van armoede, trokken veel mensen uit de streek weg en emigreerden naar de Verenigde Staten. In 1820 zette enig economisch herstel in. Twee bedrijfstakken werden belangrijk: de textielindustrie (ca. 1820- ca. 1860) en de leerlooierij (ca. 1820- ca. 1940). Na de aansluiting op het spoorwegnet, rond 1875, kwam daar metaal verwerkende industrie bij.
In de Tweede Wereldoorlog werd de stad enkele keren door Geallieerde luchtaanvallen beschadigd. Er vielen enkele tientallen burgerslachtoffers. In de stad was een zogenaamde Napola-school voor fanatieke, jonge nazi-strijders gevestigd. In april 1945 deserteerden twee Duitse soldaten, die de verwoesting door Amerikaanse artillerie van hun vaderstad Backnang wilden verhinderen. Eén van hen kwam om, en de ander wist de Amerikaanse linies te bereiken, en onderhandelde met succes over een onvoorwaardelijke capitulatie van de stad, waardoor verder verlies van mensenlevens en van huizen e.d. uitbleef. Ter gedachtenis aan deze twee soldaten is een gedenkteken opgericht.
In oktober 1946 werd door fanatieke, jonge ex-nazi's van de opgeheven Napola-school een terroristische aanslag gepleegd op een zogenaamde Spruchkammer, een college dat in het kader van denazificatie de  Duitse bevolking beoordeelde op eventuele betrokkenheid bij oorlogsmisdaden. Er vielen geen doden; de hoofddader werd gearresteerd en kreeg levenslange gevangenisstraf.
In de jaren 1946-1950 steeg de bevolking van Backnang sterk, tot circa 19.000 zielen (1939: circa 10.000 inwoners). Aan duizenden Heimatvertriebene, in deze streek vooral afkomstig van Duitse minderheden in Hongarije, moest onderdak worden verleend. Aan hun Hongaars-Duitse tradities herinnert nog een klein, beperkt geopend museum in Backnang (Ungarn-Deutsches Heimatmuseum). Deze immigratie leidde tot een snelle stadsuitbreiding, deels met Plattenbau-flats.
In maart 2003 kwamen een van origine Turkse vrouw en zeven van haar kinderen om het leven bij een brand in een oude, tot woningen verbouwde, leerlooierij.
Tot 2010 bestond te Backnang de producente van voer- en werktuigen voor de wegenbouw Kaelble. Het merk bestaat nog wel. Een voormalige concurrent van Kaelble te Delmenhorst bezit het recht, dit voor zijn producten te voeren.

## Toerisme, bezienswaardigheden
- De oude stad Backnang bezit nog enige monumentale gebouwen:
  - De Stiftkirche St. Pancratius op de Burgberg dateert in haar huidige vorm uit 1697. Fragmenten van de oude, uit het begin van de 12e eeuw daterende kloosterkerk zijn hier ingebouwd.
  - De Stadstoren (Stadtturm) is het restant van een 13e-eeuwse kerk. Het hoge vakwerkhuis ernaast is een uit 1817 daterend, voormalig schoolgebouw, waar een kunstgalerie in is ondergebracht. Deze Galerie der Stadt Backnang bezit een interessante collectie grafische kunst.
  - Het oude stadhuis is een fraai vakwerkgebouw uit 1716, gebouwd op de ruïnes van een door oorlogsgeweld verwoest ouder stadhuis.
- In een huis aan de Burgplatz is een werkend museum, een historische smidse, gevestigd.
- In de voormalige fabriek van Kaelble is eind 2015 een Technikforum geopend. Het is een combinatie van een techniekmuseum en een locatie, waar kinderen en tieners met vooral metaalbewerkings-techniek kunnen experimenteren. Het museum behandelt ook de geschiedenis van de leerlooierij, ooit de grootste bedrijfstak in Backnang. in het gebouw is tevens het stadsarchief van Backnang gevestigd.
- Te Backnang vinden, vooral sedert circa 1970, diverse jaarlijkse festivals, markten e.d. plaats. Het bekendste, en drukst bezochte hiervan is het Straßenfest (straatfeest) eind juni, dat een heel weekend duurt.
- Murrbäder-Backnang-Wonnemar is een groot, eind 2012 geopend, wellnesscentrum annex sauna en overdekt zwembad, ten oosten van het stadscentrum.
- Er is in de natuurgebieden rondom Backnang een 84 km lange wandelroute uitgezet. Deze draagt de naam   's Aepple, het appeltje. De richtingbordjes langs de route vertonen een bloemmotief, dat de vijfbladige bloem van de appelboom voorstelt. Zie onderstaande link.

## Sport
De sinds 1846 bestaande multi-sportvereniging TSG Backnang staat in de sporttakken judo en danssport op hoog niveau en heeft daarin enige nationale Duitse kampioenstitels behaald. De plaatselijke voetbalclub, TSG Backnang 1919, speelt anno 2024 op een bescheiden niveau, in de Oberliga Baden-Württemberg, en beschikt over het Etzwiesenstadion, dat 5.000 toeschouwers kan bevatten.

## Partnergemeentes
Backnang onderhoudt jumelages met:
- Annonay in Frankrijk, sedert 1966
- Bácsalmás (oude Duitse naam: Almasch) in Hongarije, sedert 1988
- Chelmsford in Engeland, sedert 1990.

## Afbeeldingen

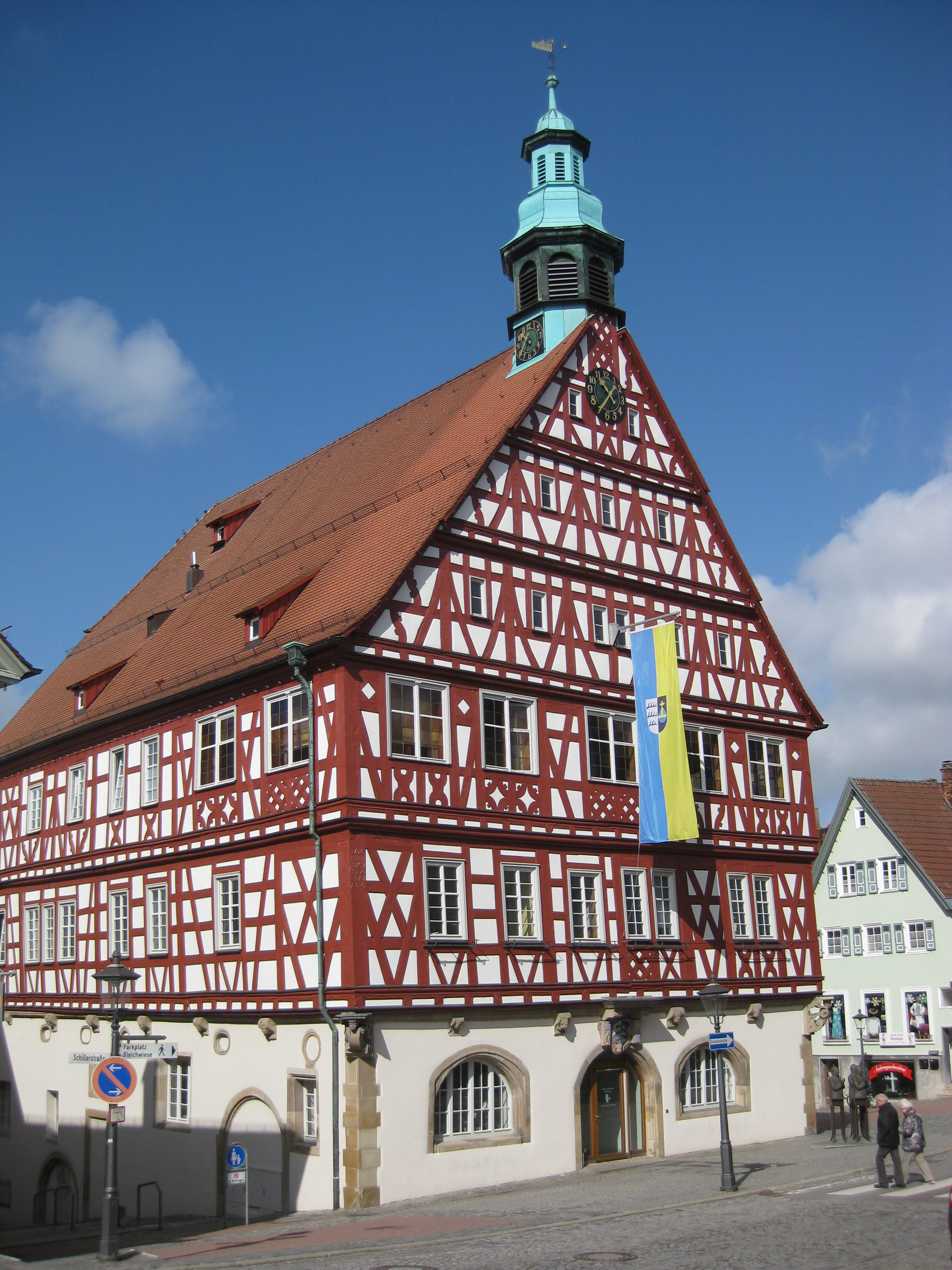
Stadhuis
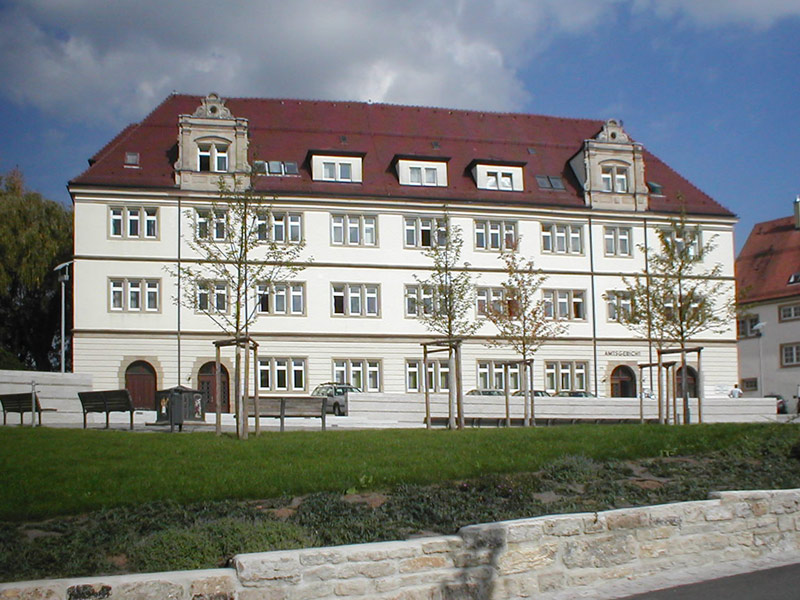
Kasteel Backnang (1605-1800, in 1877 gerenoveerd), in gebruik als Amtsgericht
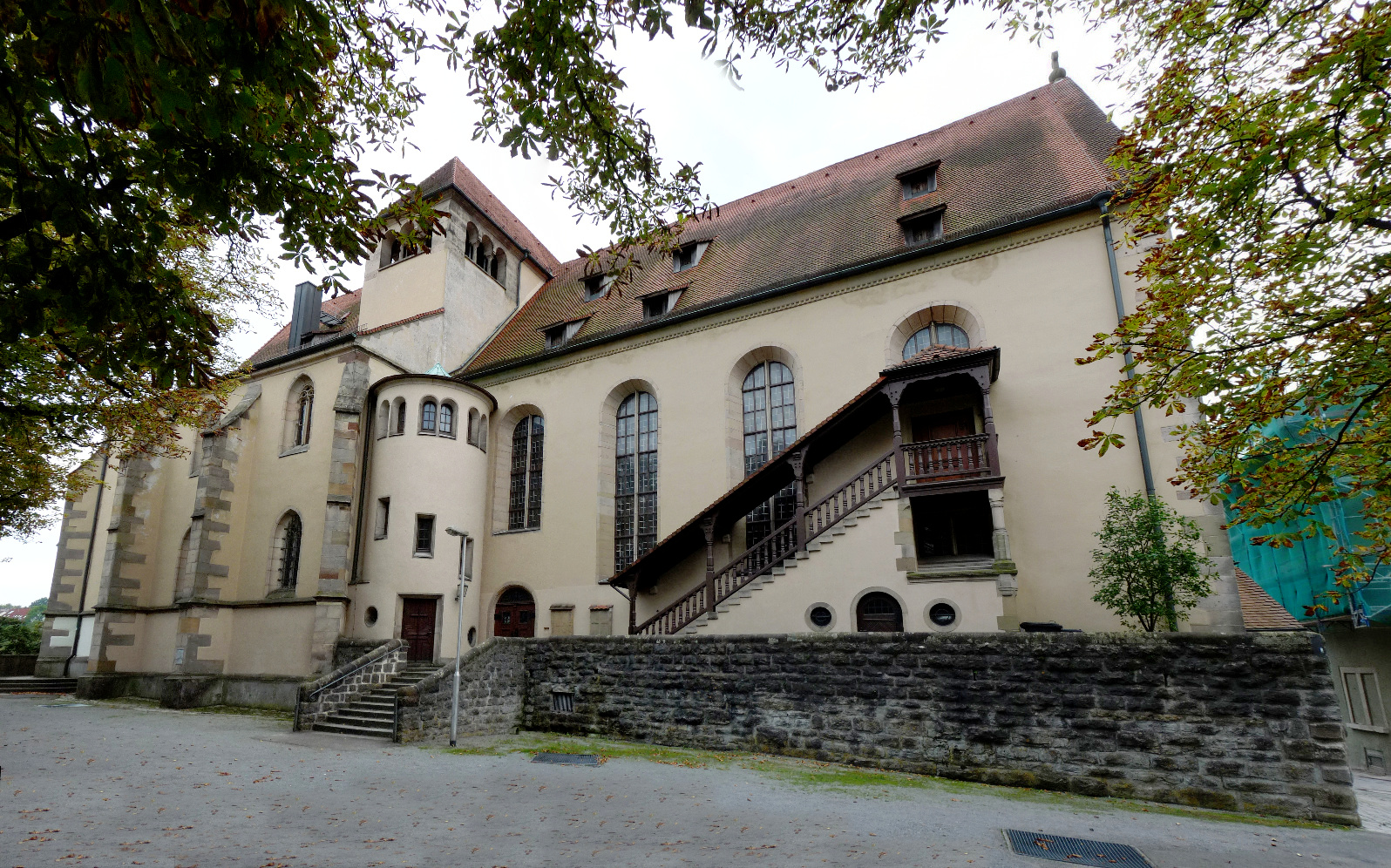
De Stichtskerk (Stiftskirche) St. Pancratius, op de Burgberg
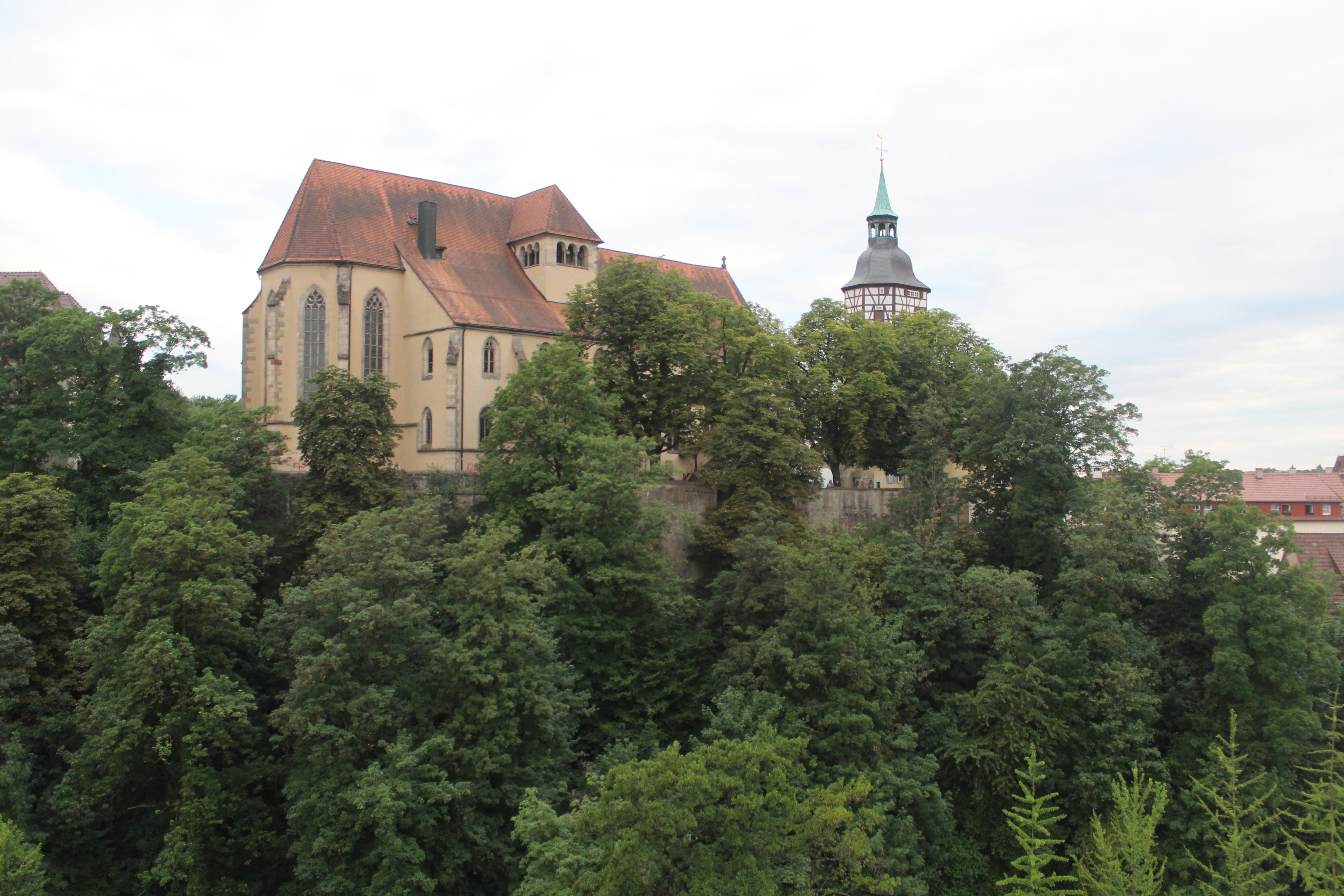
Gezicht (2017) op deze kerk vanuit de benedenstad
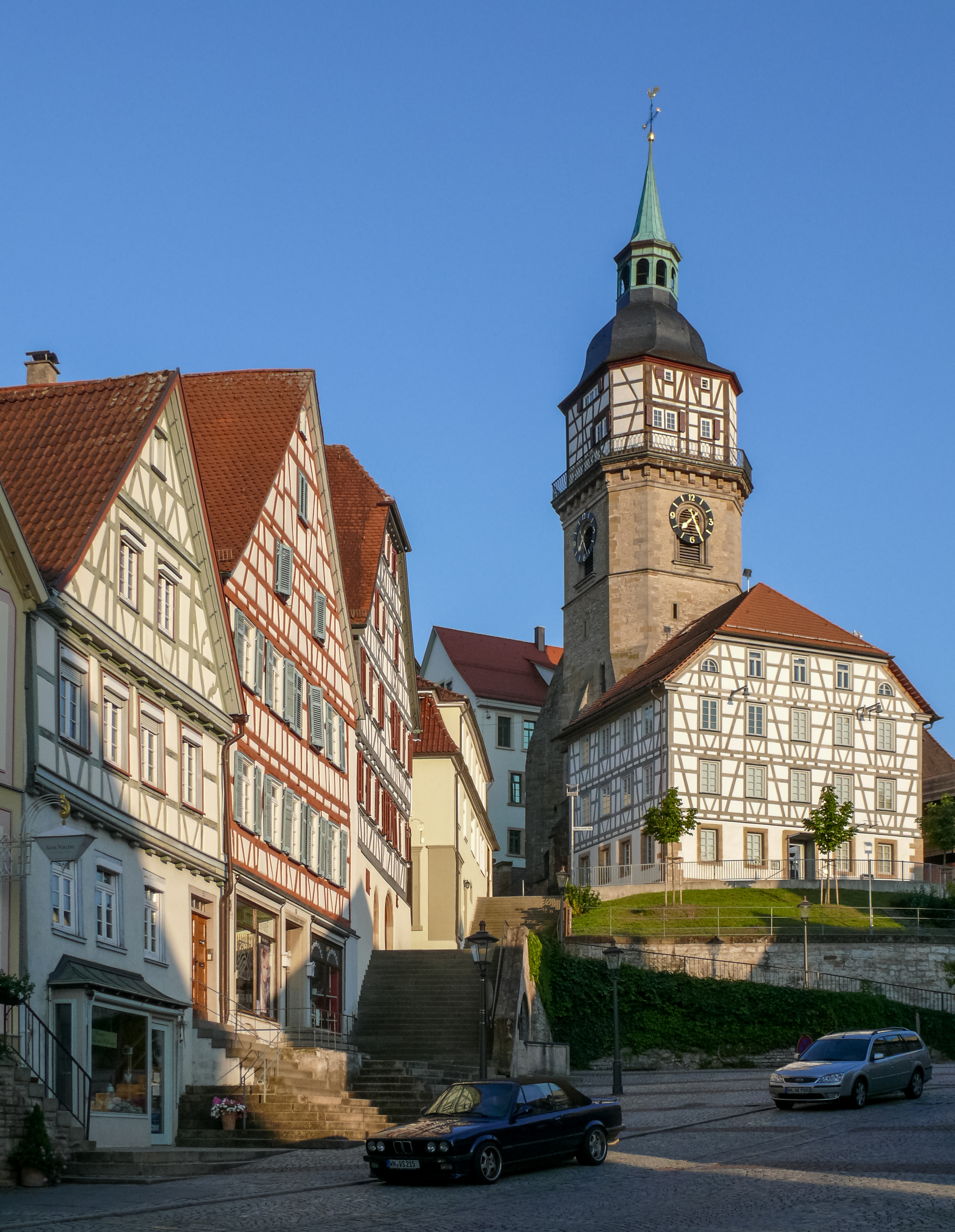
De Stadstoren, naast deze kerk
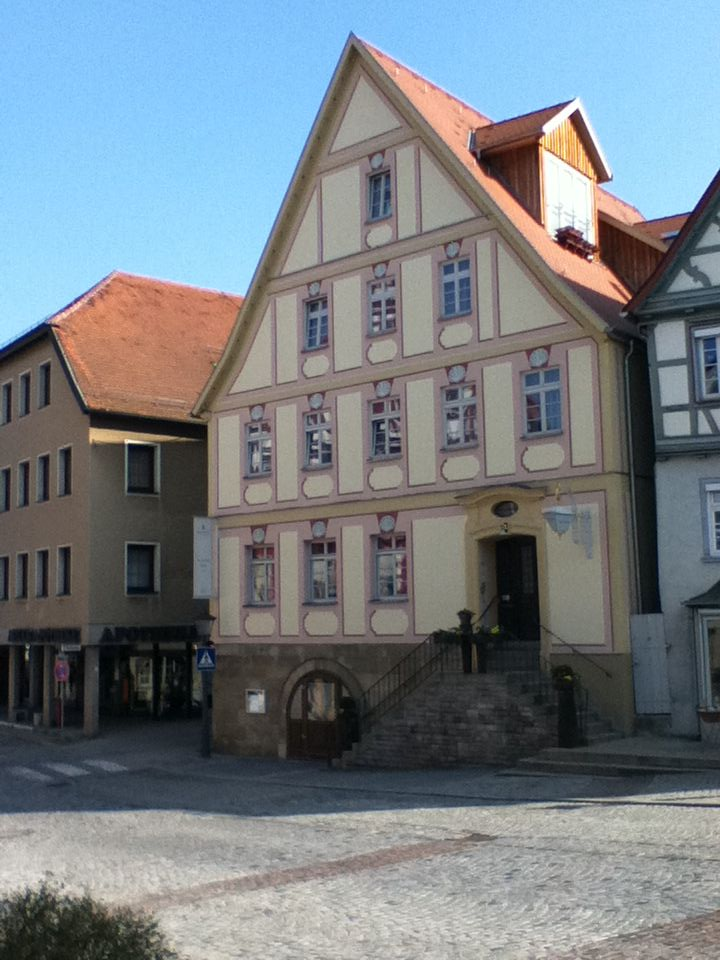
Backnanger Stadthaus (1625), monumentaal horecapand, voorheen dependance van het stadhuis (Rathaus)
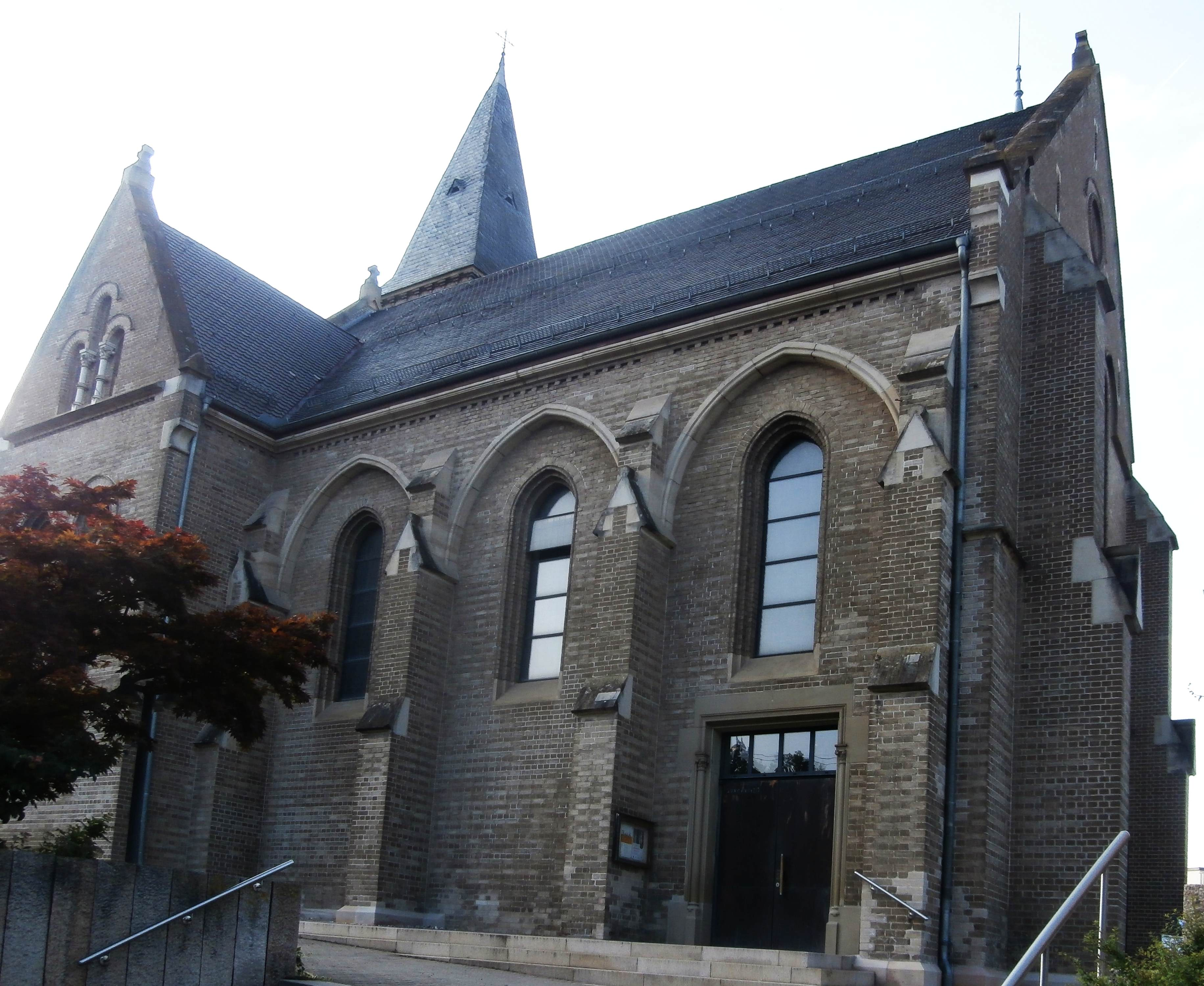
R.K. Johannes-de-Doperkerk (neogotisch, 1894), bij het station
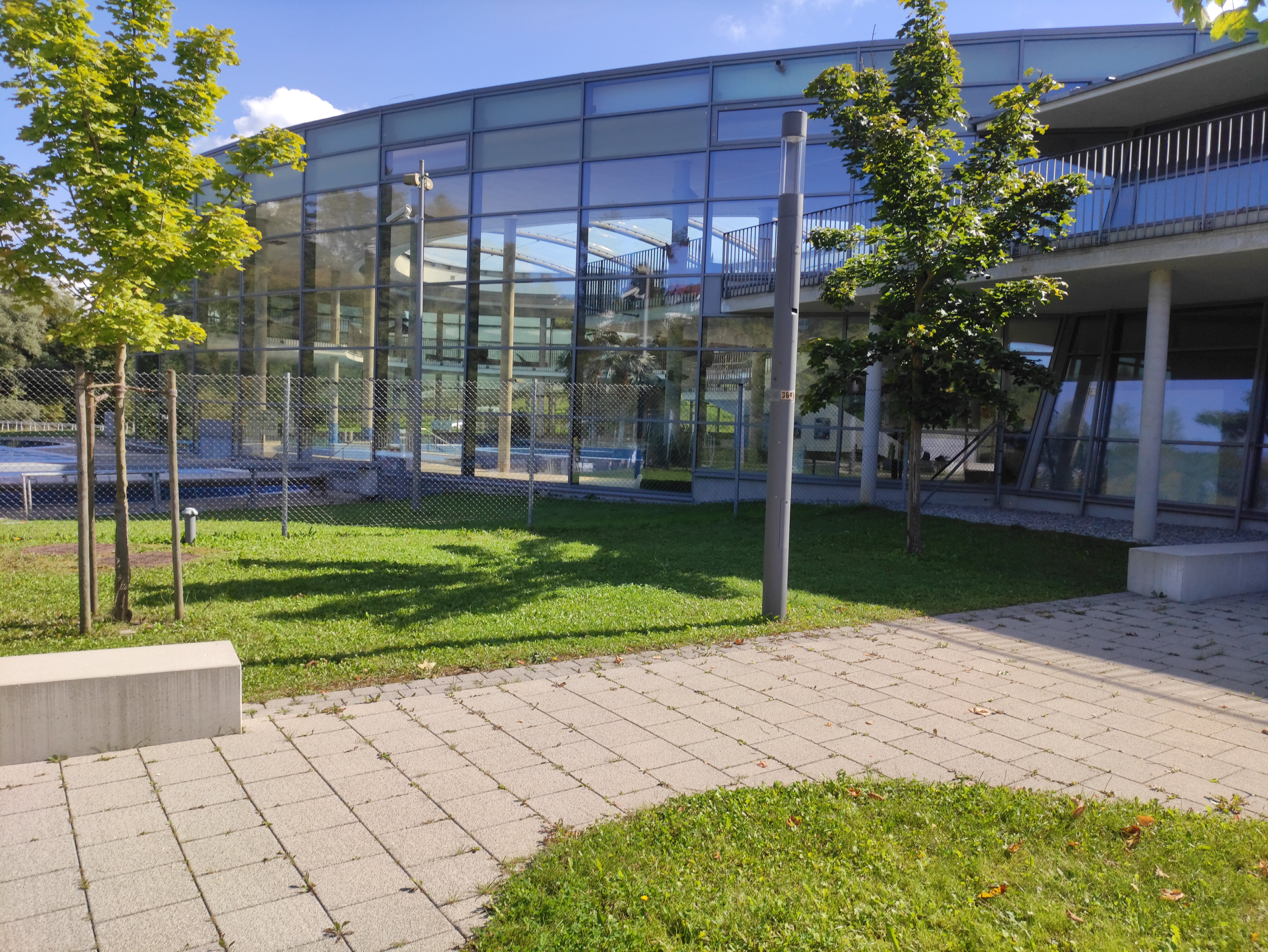
Murrbäder-Backnang-Wonnemar

## Belangrijke personen in relatie tot de gemeente

### Geboren
- Eduard Breuninger , (geb. 14 juli 1854; overl. 25 maart 1932) ondernemer, oprichter van het mode-warenhuisconcern Breuninger
- Volker Hauff (geb. 9 augustus 1940), politicus (SPD), van 1978 tot 1982 Bondsminister, lange tijd lid van belangrijke adviesorganen op het gebied van verduurzaming der energie-opwekking
- Ralf Rangnick (29 juni 1958), voetbaltrainer
- Jo Goll (* 1966), onderzoeksjournalist, maakte in Duitsland opzienbarende reportages over o.a. neo-nazi's, doping in de topsport en eerwraak
- Andreas Hinkel (26 maart 1982), oud-voetballer, enige tijd onder Domenico Tedesco assistent-bondscoach van België (2023-begin 2025)
- Julian Schieber (13 februari 1989), voetballer
- Vanessa Mai (Aspach of Backnang[7], 2 mei 1992), artieste, schlagerzangeres

### Overigen
- Michael Mästlin (geb. 30 september 1550 in Göppingen; overl. 20 oktober 1631 in Tübingen), theoloog, wiskundige en astronoom. Van 1576 af woonde hij enige jaren te Backnang, waar hij een geestelijk ambt bekleedde. Hij wordt beschouwd als de geleerde, die zijn later veel bekendere collega Johannes Kepler wiskunde heeft onderwezen.
- Leonard Lechner (circa 1553 - Stuttgart, 9 september 1606), componist, was omstreeks 1586 enige tijd te Backnang ondergedoken.
- Frederik Karel August van Württemberg (Comburg, 21 februari 1808 - Stuttgart, 9 mei 1870), Württembergs prins en generaal. Hij behoorde tot het huis Württemberg. In 1847 liet hij zijn jachtslot Schloss Katharinenhof bouwen, dat op het grondgebied van de gemeente Backnang staat.
- Wolle Kriwanek (officiële voornaam: Wolfgang; Stuttgart-Stammheim, 29 december 1949 - Backnang, 20 april 2003), blues- en rockzanger/muzikant uit Zwaben.
- Norbert Poehlke (15 september 1951 - 22 oktober 1985), was zowel politieagent als misdadiger; hij bracht een groot deel van zijn leven door in het tot Backnang behorende dorp Strümpfelbach.
- Torbjörn Blomdahl (Göteborg, 26 oktober 1962), Zweeds top-biljarter, heeft lange tijd in Backnang gewoond
- Mario Gómez (Riedlingen, 10 juli 1985), voormalig voetballer, is eigenaar/verhuurder van het in 1625 gebouwde Backnanger Stadthaus.